# Hällesåker
Hällesåker is een plaats in de gemeente Mölndal in het landschap Halland en de provincie Västra Götalands län in Zweden. De plaats heeft 371 inwoners (2005) en een oppervlakte van 65 hectare.